# Peter Nothjung

Peter Nothjung

Peter Nothjung (* 24. Juli 1821 in Mülheim am Rhein; † 4. Oktober 1866 in Breslau) war ein deutscher Schneider und Aktivist der frühen Arbeiterbewegung.

## Leben
Peter Nothjung war der Sohn eines Schneidermeisters. Er besucht einige Jahre die „Elementarschule“ seiner Heimatstadt. Hier lernte er auch die späteren Angeklagten Peter Gerhard Roeser und Johann Jacob Klein kennen. Anschließend machte eine Lehre als Schneider. 1840 bis 1842 begab er sich auf Handwerkswanderschaft. Von 1842 bis 1845 musste er drei Jahre lang in der preußischen Armee dienen. Er wurde nach Potsdam zur Garde geschickt. Danach lebte er in Berlin (1845/46) ging dann nach Braunschweig und 1845 nach Frankfurt am Main. Ende 1847 kam er nach Köln.

### Revolution in Köln 1848/49
Vermutlich wurde er Ende 1847 Mitglied des Bundes der Kommunisten. In Köln traf er auch den aus seiner Heimatstadt gebürtigen Röser, der mit ihm gemeinsam politisch tätig war. Er war an der Volksdemonstration vom 3. März 1848 in Köln beteiligt, die die revolutionären Ereignisse 1848/49 in Köln auslöste. Die Kölner Arbeiter stellten folgende Forderungen auf:

„Forderung des Volks. 1. Gesetzgebung und Verwaltung durch das Volk. Allgemeines Wahlrecht und allgemeine Wählbarkeit in Gemeinde und Staat. 2. Unbedingte Freiheit der Rede und der Presse. 3. Aufhebung des stehenden Heeres und Einführung einer allgemeinen Volksbewaffnung mit vom Volke gewählten Führern. 4. Freies Vereinigungsrecht. 5. Schutz der Arbeit und Sicherstellung der menschlichen Lebensbedürfnisse für Alle. 6. Vollständige Erziehung aller Kinder auf öffentliche Kosten.“

Seit April 1848 gehörte er der Leitung des Kölner Arbeitervereins an. Nothjung war auch Mitglied des „Kölner Turnvereins“, dessen Präsident Albert Erhard war. Im September 1848 wurde er in den Kölner „Sicherheitsausschuss“ gewählt. Im Oktober 1848 gehörte Nothjung der Delegation an, die Karl Marx die Leitung des Kölner Arbeitervereins antrug, nachdem Andreas Gottschalk zurückgetreten war. Im März 1849 war er mit Karl Marx und Wilhelm Wolff Mitglied des Kölner „Urwählerkomitees“. Nothjung war auch einer „der Wahlmänner der Stadt Köln für die Wahl der Abgeordneten zur zweiten Kammer“ für den „30. Bezirk“. Er nahm 1849 am Elberfelder Aufstand gemeinsam mit Friedrich Engels teil. Nach der Niederschlagung des Aufstandes wurde er am 17. Mai 1849 verhaftet und verbrachte fast ein Jahr in Untersuchungshaft. Ferdinand Lassalle hatte Nothjung auch finanziell unterstützt.  Wegen einer früheren Beleidigung eines preußischen Offiziers wurde er am 9. Oktober 1850 zu einem Jahr Gefängnis verurteilt. Diese Strafe galt durch die Untersuchungshaft als verbüßt. Bei dem Prozess zum Elberfelder Aufstand wurde er am 9. Mai 1850 wie die meisten Angeklagten freigesprochen. In Köln beteiligte er sich an der Reorganisierung der Kölner Bundesgemeinde und wurde stellvertretender Vorsitzender des Kölner Arbeitervereins. Am 4. November 1850 wurde er von Peter Gerhard Roeser und Heinrich Bürgers als Emissär beauftragt, für den Bund die Gemeinden in Norddeutschland zu besuchen. In Bielefeld besuchte er Rudolph Rempel und in Hannover den Rechtsanwalt Adolf Mensching und Ludwig Stechan. Anfang Dezember war er in Hamburg und setzte sich mit Wilhelm Haupt auseinander und beschloss Karl von Bruhn als Vorsitzenden der Hamburger Gemeinde einzusetzen. Über Kiel, Schwerin, wo er mit dem Wasserarzt Heinrich Meier und dessen Schwager Theodor Hahn zusammentraf, fuhr er nach Rostock und ging nach Berlin, wo er etwa im Mai 1850 anlangte. Erst am 8. Mai 1851 fuhr er nach Leipzig.

### Kölner Kommunistenprozess
Schon am 11. November 1850 hat der König Friedrich Wilhelm IV. von Preußen an seinen Ministerpräsidenten Freiherrn von Manteuffel geschrieben: „Dies hat mich auf den Gedanken gebracht, den ich nicht gerade unter die lauteren klassifiziren will. Nämlich den, ob Stieber nicht eine zu kostbare Persönlichkeit ist, das Gewebe der Verschwörung zu entfalten und dem preußischen Publikum das lange ersehnte Schauspiel eines aufgedeckten und (vor allem) bestraften Komplotts zu geben?“ Am 10. Mai 1851 wurde er auf dem Bahnhof in Leipzig während der Messe verhaftet, da er keine gültigen Papiere vorweisen konnte. Bei ihm fand die Polizei eine Liste mit Namen führender Mitglieder des Bundes. Schon wenige Tage später berichtet Marx Friedrich Engels: „Nothjung ist in Leipzig am Bahnhofe verhaftet worden. Was man an Papieren gefunden hat, weiß ich natürlich nicht“. Der Polizeipräsident von Hannover Karl Wermuth bedankte sich bei seinem Kollegen Eberhardt aus Leipzig für die Verhaftung mit den Worten: „Für die Mitteilungen vom 28./30. v. M. und 2./4. d.M., das Prachtexemplar Nothjung betreffend, meinen Dank.“ Die bei ihm gefundenen Papiere waren ein wichtiges Beweisstück im Kölner Kommunistenprozess von 1852. Nothjung verweigerte gegenüber den sächsischen Beamten jede Aussage (20. Mai). Man drohte ihm mit dem Entzug „warmer Kost“ und „weichem Lager“. Schon am 16. Mai wurde die preußische Polizei informiert, dass Nothjung u. a. die Ansprache der Kölner Zentralbehörde des Bundes der Kommunisten vom 1. Dezember 1851 bei sich geführt habe. Als er durch einen preußischen Beamten am 1. Juli 1851 in Leipzig verhört wurde, legte er ein Geständnis ab, soweit es sich auf die bei ihm gefundenen Papiere bezog. Nothjung wurde drei Monate „in Ketten am Boden“ gefesselt. Am 17. August 1851 wurde er den preußischen Behörden in Köln ausgeliefert. Die Kölner Polizei fertigte einen Steckbrief von ihm an:
„Alter: 29 Jahre, Größe 5 Fuß 8½ Zoll preuß. Maaß; Gesicht: oval; Haare: schwarz-braun; Augen:braun; Nase und mund:gewöhnlich; Kinn: oval; Bart: braun.“
Am 8. November hatten die Behörden die Untersuchung teilweise abgeschlossen und wollten Peter Gerhard Röser, Johann Heinrich Bürgers, Peter Nothjung, Hermann Becker, Carl Wunibald Otto, Roland Daniels, Wilhelm Joseph Reiff, Johann Jacob Klein, Abraham Jacobi und Ferdinand Freiligrath  anklagen. Der Anklagesenat des ‚Kölner Appelhofs‘ lehnte das aber ab. Erst am 12. Mai 1852 wurde Anklage erhoben und am 4. Oktober 1852 begann der Prozess. Angeklagt wurden Röser, Nothjung, Reiff, Becker, Daniels, Otto, Jacobi, Klein sowie Johann Ludwig Albert Erhard und Friedrich Lessner, Freiligrath gegen den ein Steckbrief vor lag, war nach England geflohen. Den Angeklagten wurde ein „Komplott“ vorgeworfen, mit dem „Zweck“, „die Staatsverfassung umzustürzen“  und die Bürger für einen „Bürgerkrieg“ „zu bewaffnen“. Der Prozess dauerte bis zum 17. November 1852. Nothjung wurde durch den Anwalt Schürmann vertreten, der im Plädoyer sagte: „Seit etwa dreißig Jahren bewegt eine Frage  Europa (…), die soziale Frage. Sie ist kein Hirngespinst. (…) Die Anklage ist auf Grund (des Code pénal) erhoben, (…) sie haben also den Sinn und die Bedeutung der Ihnen vorgelegten Frage allein nach dem französischen Rechte zu bemessen“. Er kommt zu dem Schluss, dass Nothjung unschuldig im Sinne der Anklage sei. Der Oberprokurator August Heinrich von Seckendorff beantragte für Nothjung „acht Jahre“ ohne Anrechnung der erlittenen Untersuchungshaft. Das Gericht entschied auf „sechs Jahre“ Festungshaft. Mit dem Urteil vom 12. November 1852 wurden Nothjung für fünf Jahre die bürgerlichen Ehrenrechte gemäß § 63 des preußischen Strafgesetzbuches von 1851 aberkannt. Außerdem lebenslange Polizeiaufsicht und gemeinsam mit allen anderen Verurteilten die Kosten des Prozesses. Er verbüßte die vollständige Strafe auf der Festung Glatz gemeinsam mit Joseph Wilhelm Reiff. Im März 1853 wurde Heinrich Bürger auf die Festung Festung Glatz verlegt. Am 12. November 1858 wurde er entlassen.

### Letzte Jahre
Noch während der Haft veröffentlicht Wilhelm Stieber seine Die Communisten-Verschwörungen des 19. Jahrhunderts. Über Nothjung meint er ein vernichtendes Urteil abzugeben, wenn er schreibt:

„Nothjung ist ein Mensch ohne alle Bildung, von sehr beschränktem Verstande und sehr eitel; seine Eigenschaft als Bundesmitglied brachte ihn mit Personen aus höheren Ständen mehrfach in Berührung, und dieß, sowie das Aufsehen, welches diese Untersuchung hervorrief, mag Veranlassung gewesen sein, daß er sich jetzt für eine wichtige Person hält; von seinem Gewerbe als Schneider will er jetzt nichts mehr wissen, sondern sich nur mit Litteratur beschäftigen, ja die Verblendung geht sogar so weit, daß er stolz darauf ist, Atheist zu sein.“

Er wurde 1858 aus der Haft entlassen. Die preußische Polizei wies ihn aus Köln, aus Mülheim am Rhein wurde er mit der Begründung verwiesen, dass er sieben Jahre sich von seinem Heimatort ferngehalten hatte. Auch aus Berlin wurde er ausgewiesen. Schließlich nahm er nach Breslau Zuflucht.
In Breslau erlernte er das Handwerk eines Fotografen. Mitte Februar 1866 erhielt er die Erlaubnis sein Gewerbe ausführen zu dürfen. Lassalle hatte ihn finanziell unterstützt. Politisch war er als Bevollmächtigter des ADAV in Breslau tätig, konnte aber wegen Krankheit nicht sehr aktiv werden. Er starb an einem Lungen- und Kehlkopfleiden am 4. Oktober 1866 in Breslau. Nicht nur eine Arbeiter-Zeitung, sondern auch die bekannte ‚Augsburger Allgemeine‘, berichtete über seinen Tod.

„Aus Breslau meldet man uns den dort am 4. d. erfolgten Tod des im Kölner Communistenproceß verwickelt gewesenen frühern Schneider Nothjung, der sich später durch Photographie ernährte. Eine sechsjährige Festungshaft, die er in Glatz überstanden hat, soll der Grund zu einem Lungen- und Kehlkopfleiden, das seinen Tod herbeiführte, gelegt haben.“

## Dokumente, Archivalien
- Protokoll der Komiteesitzung des Kölner Arbeitervereins 17. August 1848. In: Zeitung des Arbeiter-Vereines zu Köln. Nr. 25 vom 24. August 1848
- Protokoll der Generalversammlung des Kölner Arbeitervereins 22. Oktober 1848. In: Freiheit, Gleichheit, Arbeit. Nr. 2 vom 29. Oktober 1848
- Protokoll der Komiteesitzung des Kölner Arbeitervereins 2. November 1848. In: Freiheit, Gleichheit, Arbeit. Nr. 5 vom 9. November 1848
- Protokoll der Komiteesitzung des Kölner Arbeitervereins 29. Januar 1849. In: Freiheit, Gleichheit, Arbeit. Nr. 1 vom 8. Februar 1849
- Peter Nothjung an Ferdinand Lassalle. 3. Oktober 1849. Online[28]
- Vollmacht der Zentralbehörde des Bundes der Kommunisten in Köln für Peter Nothjung. 4. November 1850.[29]
- Zwei Briefe von Albert Erhard an Peter Nothjung. Ende 1849.[30]
- Peter Gerhard Röser und Heinrich Bürgers an Peter Nothjung. 27. Dezember 1850.[31]
- Verzeichnis der im Besitz Peter Nothjungs befindlichen Adressen. 4. November bis Mai 1850.[32]
- Peter Nothjung an Ferdinand Lassalle. 15. Februar 1860. Online[33]
- Peter Nothjung an Karl Marx. 27. Februar 1860.[34]
- Peter Nothjung an Karl von Bruhn. 11. April 1864.[35]
- Bundesarchiv Signatur RY2 Untersuchung gegen Peter Nothjung in Vorbereitung des Kölner Kommunistenprozesses. 1848, Juni 1850 - Sept. 1854 3 Bde.[A 2]
- Bundesarchiv Signatur RY 2/ I 6/ 9/ 98. Untersuchungen gegen Heinrich Bürgers und Peter Nothjung in Vorbereitung des Kölner Kommunistenprozesses. 1850-1851, 1859.[A 3]
- Bundesarchiv. Signatur RY 2/ I 6/ 9/ 116. Karl Gangloff und Peter Nothjung 1850, 1851.[A 4]